# A Distastrous Flirtation
A Distastrous Flirtation è un cortometraggio muto del 1908 diretto da Gilbert M. 'Broncho Billy' Anderson.

## Produzione
Il film fu prodotto dalla Essanay Film Manufacturing Company.

## Distribuzione
Il film - un cortometraggio della lunghezza di un rullo - uscì nelle sale cinematografiche USA il 22 luglio 1908.